# Frank Cavett
Frank Cavett est un scénariste et un dramaturge américain né le 27 décembre 1905 à Jackson (Ohio) et mort le 25 mars 1973 à Santa Monica (Californie).

## Théâtre
- 1933 : Forsaking All Others

## Filmographie
- 1932 : Vanity Street de Nick Grinde
- 1934 : Souvent femme varie de W. S. Van Dyke
- 1938 : Caprice d'un soir de Busby Berkeley
- 1939 : Les Maîtres de la mer de Frank Lloyd
- 1940 : Swing Romance de H. C. Potter
- 1940 : Tom Brown étudiant (en) de Robert Stevenson
- 1942 : La Fièvre du jazz de William Dieterle
- 1944 : La Route semée d'étoiles de Leo McCarey
- 1945 : Le blé est vert de Irving Rapper
- 1947 : Une vie perdue de Stuart Heisler
- 1951 : Au-delà du Missouri de William A. Wellman
- 1952 : Sous le plus grand chapiteau du monde de Cecil B. DeMille

## Distinctions

### Récompenses
- Oscars du cinéma 1945 : Oscar du meilleur scénario adapté pour La Route semée d'étoiles, conjointement avec Frank Butler
- Oscars du cinéma 1953 : Oscar de la meilleure histoire originale pour Sous le plus grand chapiteau du monde, conjointement avec Fredric M. Frank et Theodore St. John

### Nominations
- Oscars du cinéma 1948 : Oscar de la meilleure histoire originale pour Une vie perdue